# 孙家岗遗址 (澧县)
孙家岗遗址位于湖南省常德市澧县大坪乡大杨村，是一处新石器时代遗址，2013年被列为第七批全国重点文物保护单位。
1991年11月～12月，湖南省文物考古研究所、澧县文物管理处对该遗址联合发掘，清理了32座新石器时代晚期的墓葬，出土器物重要有玉器和陶器两大类。根据出土器物分析，墓群属长江中游龙山文化，即石家河文化早、 中期。